# Kościół Najświętszego Serca Pana Jezusa w Gorzkowicach
Kościół Najświętszego Serca Pana Jezusa – rzymskokatolicki kościół parafialny należący do dekanatu Gorzkowice archidiecezji częstochowskiej.
Jest to świątynia wybudowana w latach 1896 – 1898 według projektu architekta Konstantego Wojciechowskiego.

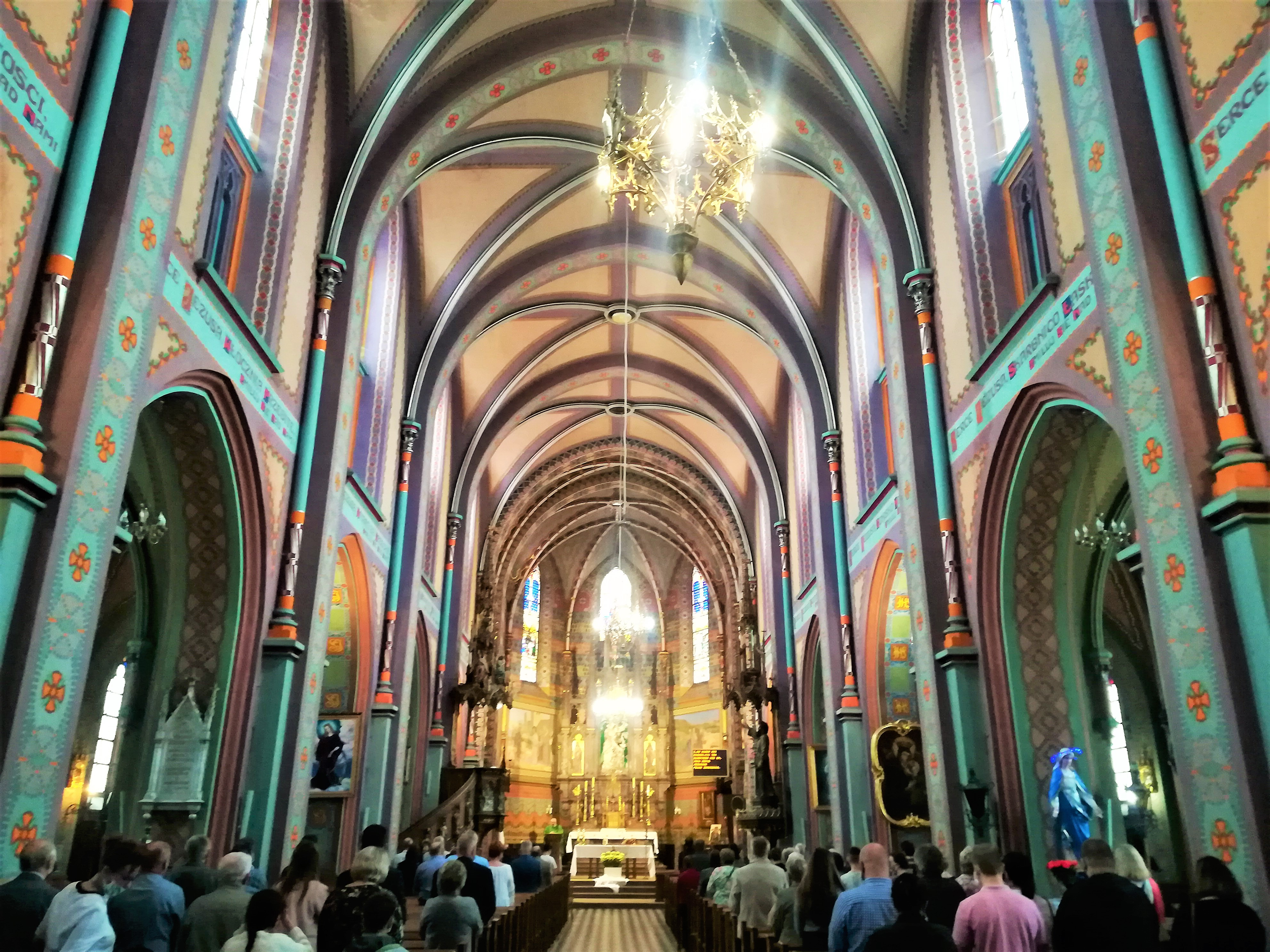
Wnętrze świątyni

Do zabytkowego wyposażenia wnętrza obecnego kościoła należą m.in. obraz „Ecce Homo” namalowany przed 1798 rokiem oraz drewniany krucyfiks i rokokowa rama z XVIII wieku (znajduje się w niej nowszy obraz).
Poprzedni kościół drewniany spłonął w 1895 roku od iskry parowozu. Obecna świątynia została zbudowana przez księdza Ignacego Kasprzykowskiego dzięki odszkodowaniu, które wyniosło 25000 rubli i rozpisanym składkom w parafii. Jest to budowla wzniesiona w stylu neogotyckim. Składa się z trzech naw. W jej wnętrzu znajduje się pięć marmurowych ołtarzy, rzeźbiona ambona, a naprzeciwko niej figura św. Piotra w okowach. Wielki ołtarz został zbudowany z ciemnego marmuru kieleckiego, tak samo jak mensy czterech bocznych ołtarzy, których nastawy zostały wykonane z drewna dębowego. Tabernakulum zostało wykonane z brązu, a biała chrzcielnica została wykonana z marmuru kararyjskiego. Organy w kościele są rigeriowskie i posiadają 18 głosów. Posadzka została wykonana z terakoty, umeblowanie w zakrystii zostało wykonane z drewna dębowego.
Polichromie w świątyni zostały wykonane przez Noskowskiego artystę-malarza z Warszawy, nad którą poświęcił dwa lata. W dniu 11 listopada 1902 roku kościół został uroczyście konsekrowany. Ceremonii przewodniczył biskup sufragan włocławski Henryk Piotr Kossowski. Ołtarze boczne zostały konsekrowane w dniu 20 czerwca 1911 roku przez biskupa włocławskiego Stanisława Zdzitowieckiego.